# Linda Kozlowski
Linda Kozlowski, född 7 januari 1958 i Fairfield, Connecticut, är en amerikansk skådespelare. Hon var mellan 1990 och 2014 gift med Paul Hogan och bar då hans efternamn.

## Filmografi (urval)
- 1985 – Death of a Salesman
- 1986 – Crocodile Dundee
- 1988 – Crocodile Dundee II
- 1988 – Pass the Ammo
- 1990 – Almost an Angel
- 1994 – Zorn
- 1995 – Village of the Damned
- 2001 – Crocodile Dundee i Los Angeles